# Batbayar Ariun-Erdene
Batbayar Ariun-Erdene (14 de enero de 1983) es un deportista mongol que compitió en judo. Ganó una medalla de plata en el Campeonato Asiático de Judo de 2005 en la categoría de –90 kg.

## Palmarés internacional
| Campeonato Asiático | Campeonato Asiático  | Campeonato Asiático | Campeonato Asiático |
| Año                 | Lugar                | Medalla             | Categoría           |
| ------------------- | -------------------- | ------------------- | ------------------- |
| 2005                | Taskent (Uzbekistán) | Medalla de plata    | –90 kg              |